# هجوم الطارمية
هجوم الطارمية هو هجوم وقع ليلة 30 أبريل 2021 في محافظة بغداد وقتل فيها 3 ضباط و 3 جنود وقتل مدني واحد وجرح 4 آخرين ووجه رئيس الوزراء مصطفى الكاظمي بملاحقة المنفذين لهذا الهجوم. وحصل الهجوم الثاني الثاني بتاريخ 20 آب على مقر للحشد الشعبي وقتل فيها 4 من افراد الحشد واصابة 8 آخرين.

## تفاصيل
وقع هجوم على دورية للجيش العراقي ليلة 30 أبريل 2021 في محافظة بغداد في قضاء الطارمية  وقتل فيها 3 ضباط وجنديان وجرح ثلاثة آخرون.
حصل الهجوم الثاني بتاريخ 20 آب وذلك بتفجير عجلة تابعة للحشد الشعبي مما أدى إلى مقتل 4 أفراد ببنهم معاون آمر لواء النجباء وحصلت عندها اشتباكات بين الحشد وداعش مما ادى اصابة 8 آخرين من الحشد وقامت القوات الأمنية نفذت عملية معالجة لتجمعات التنظيم داعش، بقذائف الهاون، مرجحا وقوع قتلى في صفوف داعش.

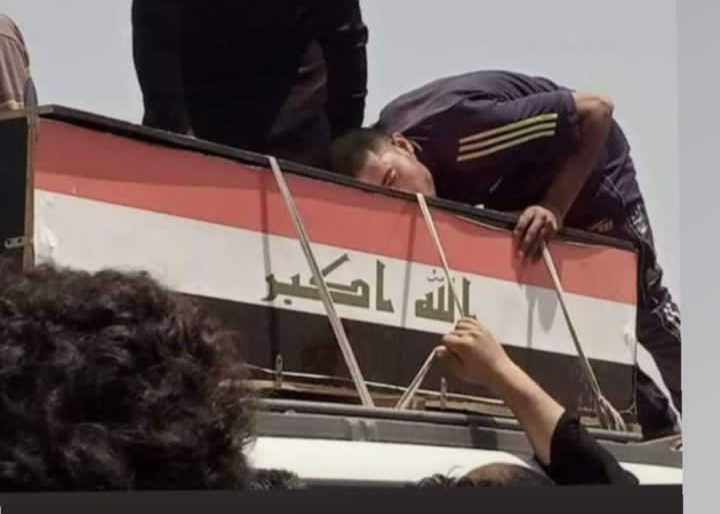
أخ الضابط (أحمد عبد علي) يعانق تابوت اخيه أثناء التشييع

## الرد الحكومي

### الشرطة الاتحادية
كانت حصيلة العمليات الأمنية للشرطة الأتحادية هو العثور على وكر لداعش يحتوي سلاح هاون 120 ملم وقنبرة هاون وصاروخ قاذفة، وتفتيش جميع الدور والبساتين والأراضي الزراعية، وتدقيق معلومات المواطنين، وتفتيش 7بحيرة اسماك، و17 بستاناً، و4 بزول، وفتح 9 شوارع، وانشاء معبرين، وقد بلغت المساحة الاجمالية التي تم تفتيشها من قبل ابطال لواء المهمات الخاصة 3 كم مربع.

### الحشد الشعبي
أعلن الحشد الشعبي عن أن قوة من اللواء 12 في الحشد الشعبي، عثرت على مخبأ للعتاد في قضاء الطارمية خلال الساعات الأولى من انطلاق اليوم 12 للعمليات على التوالي. بالإضافة إلى أن مفارز مديرية مكافحة المتفجرات التابعة للحشد تمكنت بالتعاون مع اللواء 12 من العثور على اربع مضافات لخزن السلاح والعتاد تحت الأرض تابعة لتنظيم داعش كان يستخدمها في تنفيذ عملياتهم وفي يوم 21 سبتمبر أعلن الحشد عن القبض على أحد منفذي الهجوم.

## مؤتمر الطارمية
بعد أن أعلن رئيس الوزراء مصطفى الكاظمي عن أنطلاق عملية أمنية واسعة لمواجهة داعش في 23 آب عقد مرتمر ضم قيادات أمنية من الحشد والجيش الشرطة حضره شيوخ عشائر الطارمية لمواجهة داعش فيما وافق مصطفى الكاظمي على تشكيل قوة خاصة تضم مواطني قضاء الطارمية.

## ردود أفعال
- أدان رئيس الجمهورية برهم صالح هجوم الطارمية وأكد الحاجة إلى تكاتف دولي.
- أدان رئيس تيار الحكمة عمار الحكيم الهجوم ودعا القوات الأمنية والمواطنين للتعاون لمواجهة داعش.[15]
- أدان تحالف الفتح الهجوم وحذر من وقوع حرب طائفية.[16]

## ضحايا الهجوم
- ضابط الأستخبارات أحمد عبد علي من محافظة ذي قار قضاء الفهود.

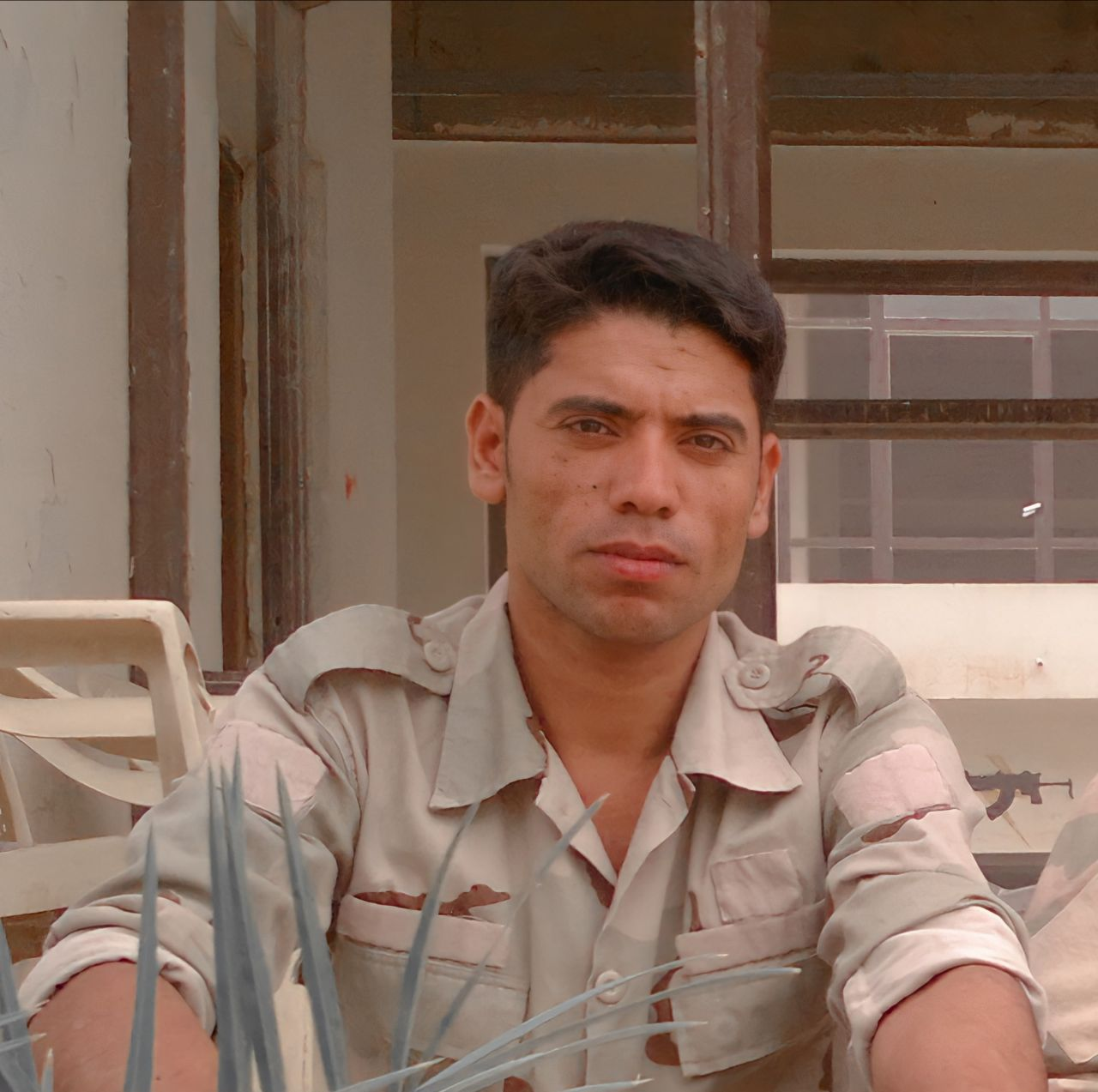
ضابط الأستخبارات أحمد عبد علي

- الملازم محمود أنور الشمري من محافظة بغداد.

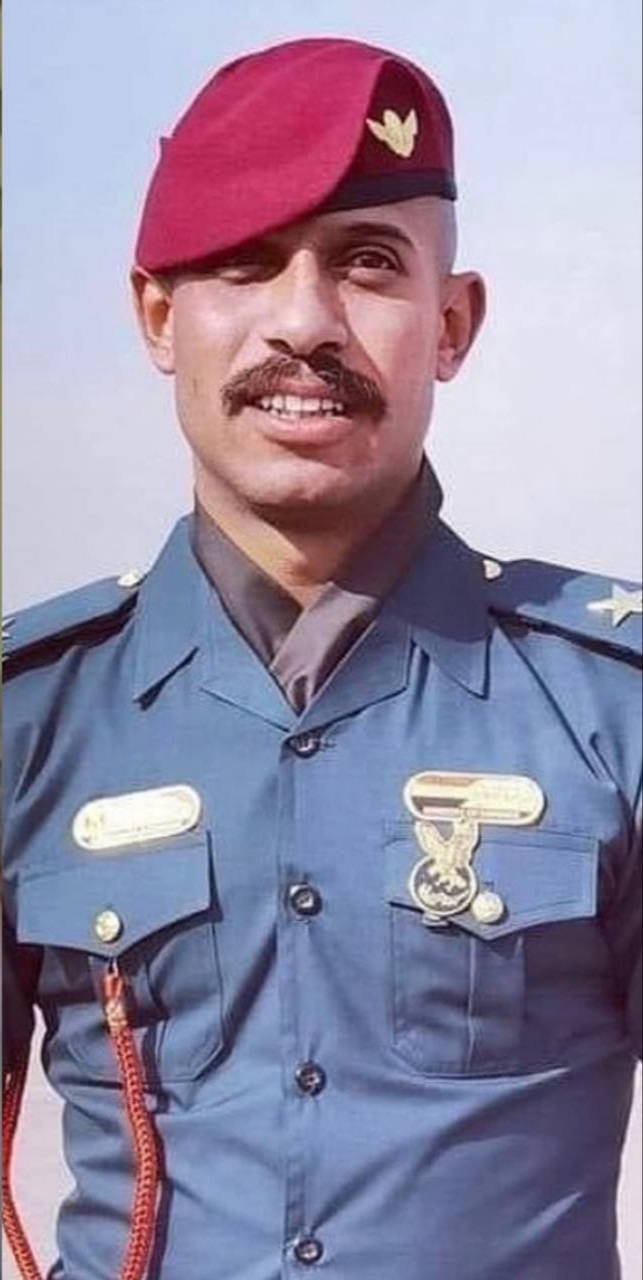
الملازم محمود أنور الشمري الذي قتل ليلة الهجوم

- الرائد محمد سعد النعيمي من محافظة كركوك.

- ثامر عباس الحلبوسي

- النقيب علي عايد الإبراهيمي

- الجندي محمد صبحي الفراجي

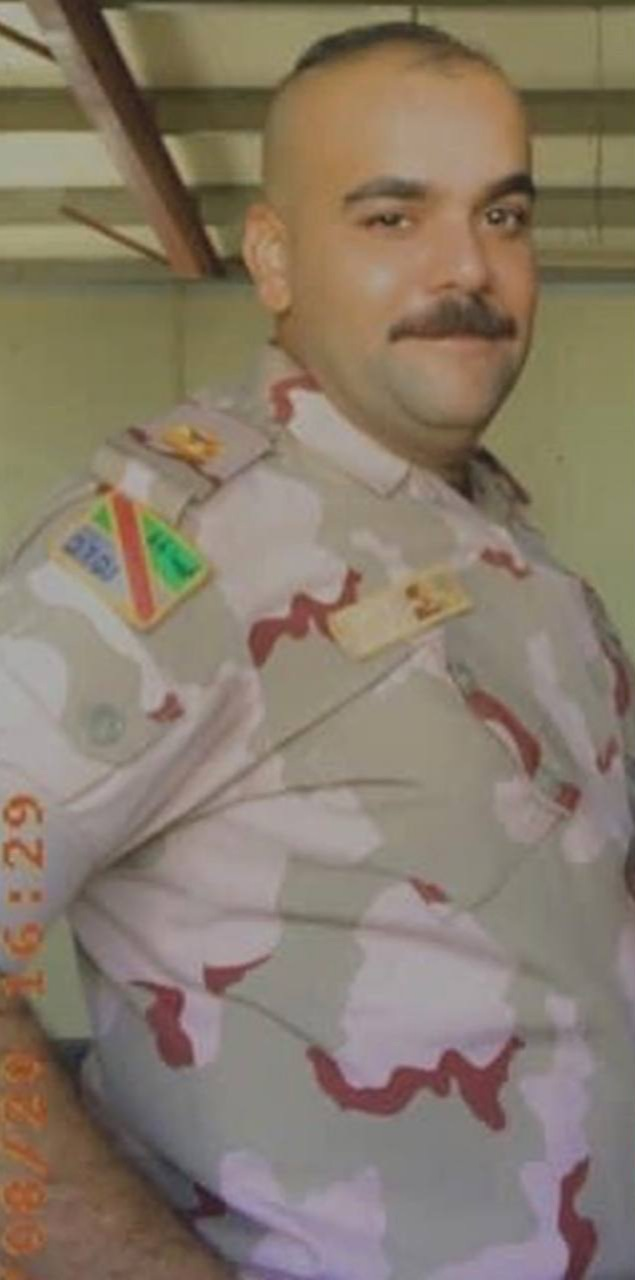
الرائد محمد سعد النعيمي آمر سرية في الفوج الثالث لواء المشاة 59

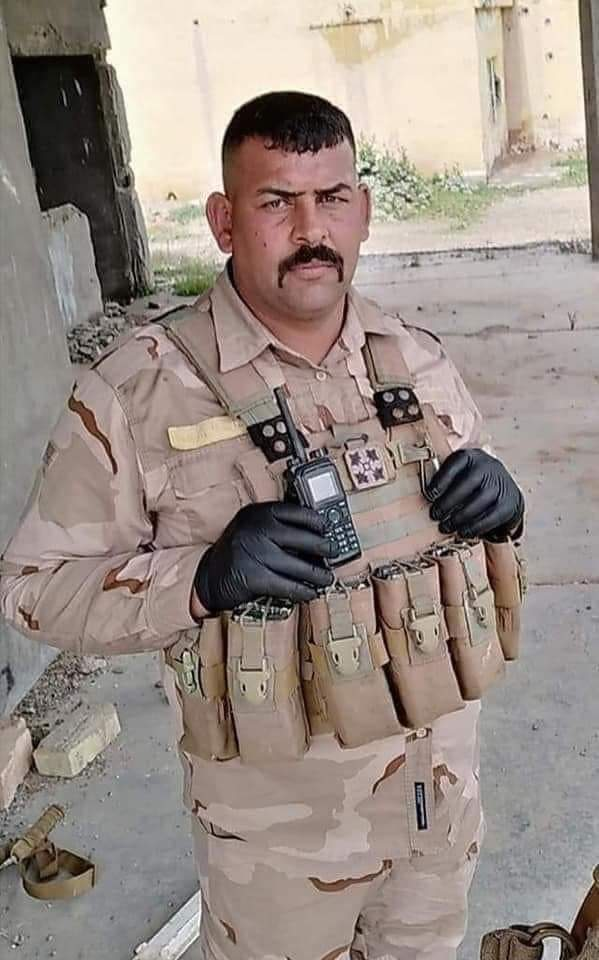
ثامر الحلبوسي أحد الجنود الذي قُتل ليلة الهجوم

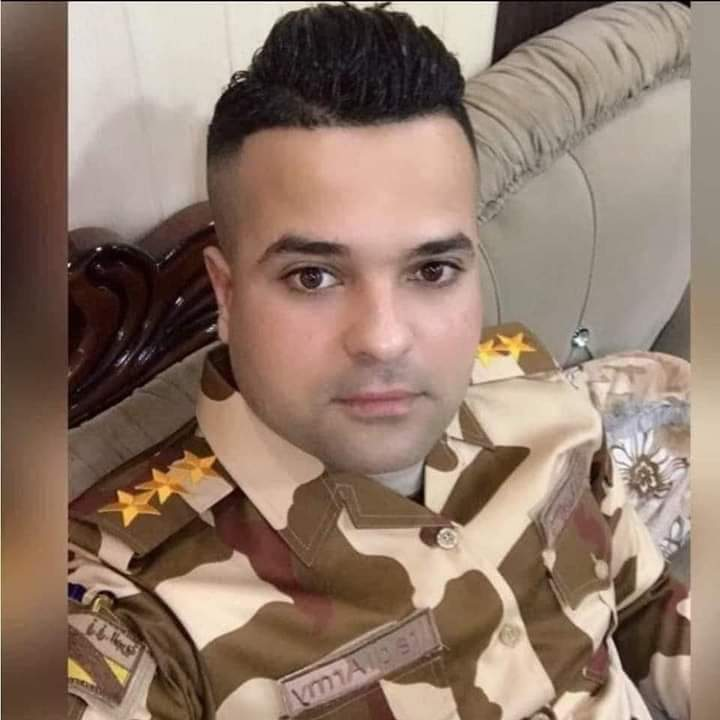
النقيب علي عايد الإبراهيمي

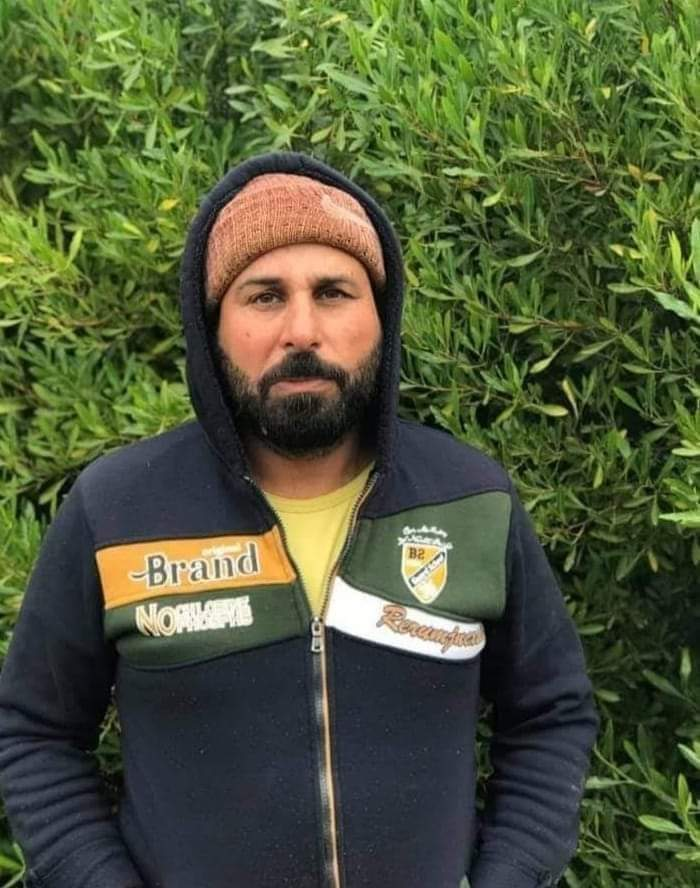
الجندي محمد صبحي الفراجي

- أحمد عبد صالح الفراجي (مدني) قُتل ليلة الهجوم.

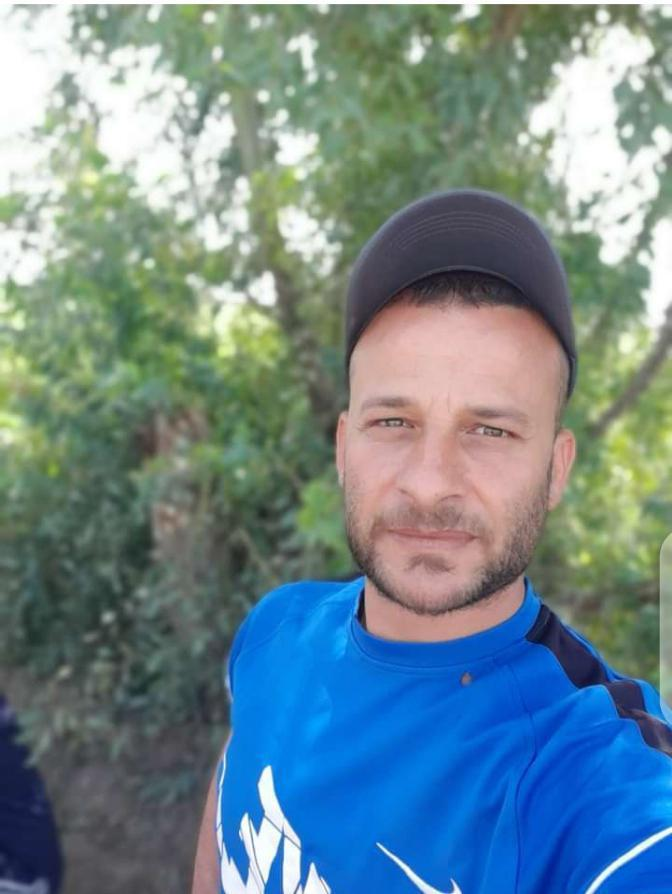
أحمد عبد صالح الفراجي (مدني) قُتل ليلة الهجوم